# اوکه ساندگرین
اوکه ساندگرین (سوئدی: Åke Sandgren؛ ‏ ۱۳ مهٔ ۱۹۵۵) کارگردان فیلم، فیلم‌نامه‌نویس و تهیه‌کننده فیلم اهل سوئد بود. وی از سال ۱۹۸۳ میلادی تاکنون مشغول فعالیت بوده‌است.
از فیلم‌هایی که وی در آن‌ها نقش داشته‌است، می‌توان به بازسازی، یک انسان به‌تمام معنا، قلاب‌سنگ و عنصر جنایت اشاره نمود.